# 前川忠生
前川 忠生（まえかわ ただお、1955年〈昭和30年〉12月6日 - ）は、日本の実業家。東鉄工業代表取締役社長。東日本旅客鉄道（JR東日本）元副社長などを歴任し、2021年から東鉄工業代表取締役社長。兵庫県出身。1981年（昭和56年）に東京大学工学部卒業。

## 経歴
- 1955年（昭和30年）、兵庫県生まれ
- 1981年（昭和56年）- 東京大学工学部卒業、日本国有鉄道（国鉄）入社
- 1987年（昭和62年）4月1日 - 国鉄分割民営化により、東日本旅客鉄道（JR東日本）入社
- 2005年（平成17年）7月 - 東京支社施設部長
- 2007年（平成19年）6月 - 鉄道事業本部設備部次長
- 2008年（平成20年）6月 - 鉄道事業本部設備部長
- 2009年（平成21年）6月 - 広報部長
- 2012年（平成24年）6月 - 執行役員総務部長
- 2015年（平成27年）6月 - 常務執行役員鉄道事業本部
- 2016年（平成28年）6月 - 常務取締役東京支社長
- 2019年（令和元年）6月 - 代表取締役副社長
- 2021年（令和3年）6月 - 東鉄工業代表取締役社長